# Twiggs County
Twiggs County is een county in de Amerikaanse staat Georgia.
De county heeft een landoppervlakte van 933 km² en telt 10.590 inwoners (volkstelling 2000). De hoofdplaats is Jeffersonville.

## Bevolkingsontwikkeling

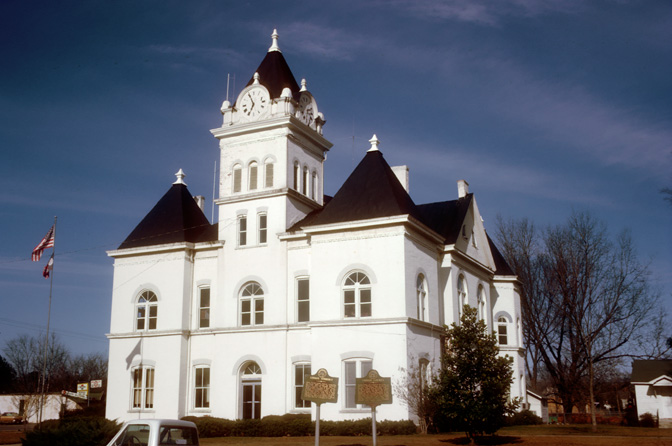
Twiggs County Courthouse